# Potimirim mexicana
Potimirim mexicana is een garnalensoort uit de familie van de Atyidae. De wetenschappelijke naam van de soort is voor het eerst geldig gepubliceerd in 1857 door de Saussure.